# Tipula lucida
Tipula lucida är en tvåvingeart som beskrevs av Doane 1901. Tipula lucida ingår i släktet Tipula och familjen storharkrankar. Inga underarter finns listade i Catalogue of Life.